# Andrei Gheorghe
Andrei Gheorghe (n. 14 ianuarie 1962, Lipețk, RSFS Rusă, URSS – d. 19 martie 2018, Voluntari, Ilfov, România) a fost o personalitate media, prezentator, realizator de emisiuni de radio și televiziune din România, realizator de filme documentare și de scurt metraj.

## Biografie
Tatăl lui, originar din România, a studiat la școala de aviație din Lipețk, Rusia, iar mama sa, rusoaică, era fiica comandantului școlii de aviație. Andrei a absolvit Facultatea de Limbi și Literaturi Străine (secția rusă-engleză), Universitatea din București.

### Anii 1990
Între 1991 și 1993 a fost reporter special la Radio Constanța și a realizat mai multe emisiuni la posturile Radio Sky Constanța (1993-1996; „Videomania”, „Vineri 13”), Pro FM București (1996-2003; „Midnight Killer” „13-14”) și „Lanțul Slăbiciunilor” la Pro TV.

### Din 2003
În 2003 și 2004 realizează la Antena 1 emisiunea „Gheorghe” și reia emisiunea „13-14 cu Andrei”, mai întâi la Radio 21, iar apoi, în perioada 2005-2006, la Radio Total.
A avut un rol secundar în filmele Amen al lui Costa Gavras, Tinerețe fără tinerețe al lui Francis Ford Coppola și a colaborat cu Paraziții pentru albumul Irefutabil.
În 2004 a fost consilier media și realizator de emisiuni („Politica, frate!” și „Am o știre pentru tine!”) la Realitatea TV. A scris la „Academia Cațavencu” și în ghidul „24-FUN”.
În afară de realizarea de emisiuni radio și TV, a deținut funcții de conducere la posturile unde a lucrat: director general al Radio Sky Constanța și Pro FM București, director de programe al trustului Media Pro, consilier în probleme de marketing la Antena 1 București.
În 2006 în colecția „Ego Publicistică” de la Polirom a apărut volumul Midnight Killer - Banalitatea s-a născut la oraș, însoțit de un CD audio.
A realizat un scurt metraj în 2008, numit Dubla personalitate. A fost realizatorul emisiunii „Cu Gheorghe și Mihaiu” de la Radio Guerilla și a acceptat provocarea de la Kanal D pentru a modera reality-show-ul românesc „Rătăciți în Panama”. În 2009 a anunțat un nou proiect: „www.presa.nu”. Din data de 5 ianuarie 2010 s-a ocupat cu organizarea departamentului de comunicare din cadrul Ministerului de Finanțe până în luna februarie a aceluiași an.
A realizat emisiunile „Salutare Națiune” (din 3 octombrie 2010 pe Prime în Chișinău, Republica Moldova), „Clubul de poker” (din 24 octombrie 2010 pe Prima TV în România), „Oameni și oameni” (din 13 februarie 2012 pe The Money Channel).
A colaborat cu trupa Paraziții pentru albumul Irefutabil.

## Decesul
A decedat în locuința sa din Voluntari pe data de 19 martie 2018, ora 22:15 din cauza unui stop cardio-respirator. 

## Filmografie
- Periferic (2010) - joacă rolul lui Cosmin
- În căutarea lu' Malone Muistu' (2010)
- Bani (2008)
- Dublă personalitate (2008), la care este și scenarist
- Youth Without Youth / Tinerețe fără tinerețe (2007) - șofer de taxi
- Amen (2002) - ofițer francez